# Euphaedra vespasia
Euphaedra vespasia är en fjärilsart som beskrevs av Heinrich Benno Möschler 1888. Euphaedra vespasia ingår i släktet Euphaedra och familjen praktfjärilar. Inga underarter finns listade i Catalogue of Life.